# Taka (スピナー)
Taka（たか、本名：長谷川 貴彦〈はせがわ たかひこ〉、1975年11月21日 - ）は、日本で活躍するヨーヨーを使ったパフォーマー、プロスピナー。チャームポイントは天使の笑顔。
世界トップクラスの実力を持ち、全米ヨーヨー博物館による称号、ヨーヨーマスターを2003年にアメリカ以外で初めて授与された。

## 人物
スケバン刑事に影響を受けて小学生のころからヨーヨーを始め、1997年からプロスピナーとしてインストラクターやデモンストレーションを行なうようになった。
また、1998年にはJYYA（ジャパン・ヨーヨー・アソシエーション）の理事に就任し、2003年からはハイパーヨーヨーの監修も務めた。
現在は、パフォーマンスチーム「アザーズ」や交流会「ヨーヨー友の会」を主宰する傍ら、スキルトイ専門店、株式会社そろはむを経営。
- WEBストア　スピンギアネットショップ
- 実店舗　スピンギア高円寺店

高円寺店は、第3期ハイパーヨーヨートップスピナー・シュンが店長を務める。
過去に存在した店舗
- 中野ブロードウェイ店　2006年～2011年
- 秋葉原店　2011年～2021年
- 西八王子店　2011年～2022年

フジテレビのテレビ番組『第40回新春かくし芸大会2003』で中山秀征とFLAMEに対して、ヨーヨーの技を指南したことは有名である。
その他、2006年公開の映画『スケバン刑事 コードネーム=麻宮サキ』において、主演・松浦亜弥らへのヨーヨーアクション指導を担当するなど、テレビや映画などのメディアにおいても活躍した。
- 2005年

ヨーヨー世界大会AP（アーティスティックパフォーマンス）部門で1位を獲得と同時に日本人初のヨーヨーマスターの称号を得ている。今でも、テレビやヨーヨーの普及など多方面に活躍中。本人が運営する『スピンギア』は国内最大級のヨーヨーショップであり、その人気商品などはAmazonや楽天市場の売り上げランキングおもちゃ部門などでも1位を獲得するほどの人気ぶりである。
- 2017年

世界中でブームとなった「ハンドスピナー」を日本に商品展開し、ブームの一役を担うほどの仕掛け人となった。
- 2019年

ヨーヨー世界大会 OVER-40 FREESTYLE(参加数の少ない40歳以上のプレイヤーに焦点を当てた競技)にてダブルスコアとなる100点満点を叩き出し、他者を寄せ付けない圧倒的なプレイスタイルで堂々の1位を獲得した。
4A（オフストリングトリック）のトリックとしてソロハム(1本のストリングで2個のヨーヨーを回す) を開発し、TAKA自身が世界大会で決めたことで、今では彼の代表的な技になっている。
なお、格闘ゲームのギルティギアに登場する人物ブリジットが披露するヨーヨー技はTAKAが考案した技を採用している。